# Mambre Horenaci
Mambre Horenaci (Խորենացի, angolosan Xorenaci, 5. század) ókeresztény író.
A híres örmény szerző, Movszesz Horenaci testvére volt. Mindössze néhány beszéd maradt fenn tőle, ezek közül az egyik legszebb a Lázár feltámasztásáról szóló.